# Mama (đô thị)
Mama là một đô thị thuộc bang Yucatán, México. Năm 2005, dân số của đô thị này là 2697 người.